# Sten Lindholm
Sten Lindholm, född 1932 i Göteborg, är en svensk målare.
Lindholm studerade vid Hovedskous målarskola 1956 och vid Valands målarskola i Göteborg 1957–1961. Lindholm är representerad i Göteborgs kommun och Stockholms kommuns samlingar. Han var gift med konstnären Lilli Svennegren (1936–2022).  